# Чемпионат Европы по фигурному катанию 1908
Чемпионат Европы по фигурному катанию 1908 года проходил в Варшаве (Российская империя) 18 января. Соревновались только мужчины. Победу одержал Эрнст Герц.

## Участники
В чемпионате приняло участие 3 спортсмена из двух стран. Это было самый малочисленный европейский чемпионат по фигурному катанию.

## Результаты
| Место | Имя                  | Страна  | Баллы |
| ----- | -------------------- | ------- | ----- |
| 1     | Эрнст Герц           | Австрия | 5     |
| 2     | Николай Панин        | Россия  | 10    |
| 3     | Хенрык Пшеджимирский | Австрия | 15    |

Судьи:
- Ludwig Fänner  Австрия
- Z. Goebel  Россия
- K. Bevensee  Австрия
- S. Uleniecki  Австрия
- P. Weryho  Россия